# Laheycourt
Laheycourt est une commune française située dans le département de la Meuse, en région Grand Est.

## Géographie

### Situation
La rivière Chée traverse la commune de l'est à l'ouest. C'est une rivière de 65 km qui traverse les départements de la Meuse et de la Marne. Elle prend sa source principale à Marat-la-Grande. Elle se jette dans la Saulx en amont de Vitry-en-Perthois (Marne). Elle appartient au bassin de la Seine par la Saulx puis la Marne. La Chée possède un affluent important, la Vière. Le débit moyen à Laheycourt est d'environ 2 mètres cubes par seconde.

#### Communes limitrophes
| Sommeilles       | Triaucourt       | Lisle-en-Barrois       |
| Noyers-Auzécourt | Laheycourt       | Villotte-devant-Louppy |
| Noyers-Auzécourt | Noyers-Auzécourt | Villotte-devant-Louppy |

### Hydrographie
La commune est traversée par la ligne de partage des eaux entre les régions hydrographiques « la Seine de sa source au confluent de l'Oise (exclu) » et « la Seine du confluent de l'Oise (inclus) à l'embouchure » au sein du bassin Seine-Normandie. Elle est drainée par l'Aisne, la Chee, le ruisseau des Étangs, le ruisseau du Cul des Trois Bois, le Fossé 09 de la commune de Laheycourt, le Fossé 06 de la commune de Laheycourt, le Fossé 03 de la commune de Lisle-en-Barrois, le Fossé 03 de la commune de Laheycourt, le Fossé 08 de la commune de Lisle-en-Barrois, le Brouillot, le ruisseau du Petit Morinval, le ruisseau de Dignée, le cours d'eau 05 de la commune de Lisle-en-Barrois et divers autres petits cours d'eau,.
L'Aisne est un  cours d'eau naturel navigable de 256 km de longueur, traversant les cinq départements Meuse, Marne, Ardennes, Aisne, Oise. Elle est un affluent de rive gauche de l'Oise, ce qui fait d'elle un sous-affluent de la Seine. 
La Chée, d'une longueur de 69 km, prend sa source dans la commune de Seigneulles et se jette  dans la Saulx à Vitry-en-Perthois, après avoir traversé 21 communes. Les caractéristiques hydrologiques de la Chée sont données par la station hydrologique située sur la commune de Villotte-devant-Louppy. Le débit moyen mensuel est de 1,57 m3/s. Le débit moyen journalier maximum est de 36,3 m3/s, atteint lors de la crue du 15 juillet 2021. Le débit instantané maximal est quant à lui de 49,1 m3/s, atteint le 3 février 2020.

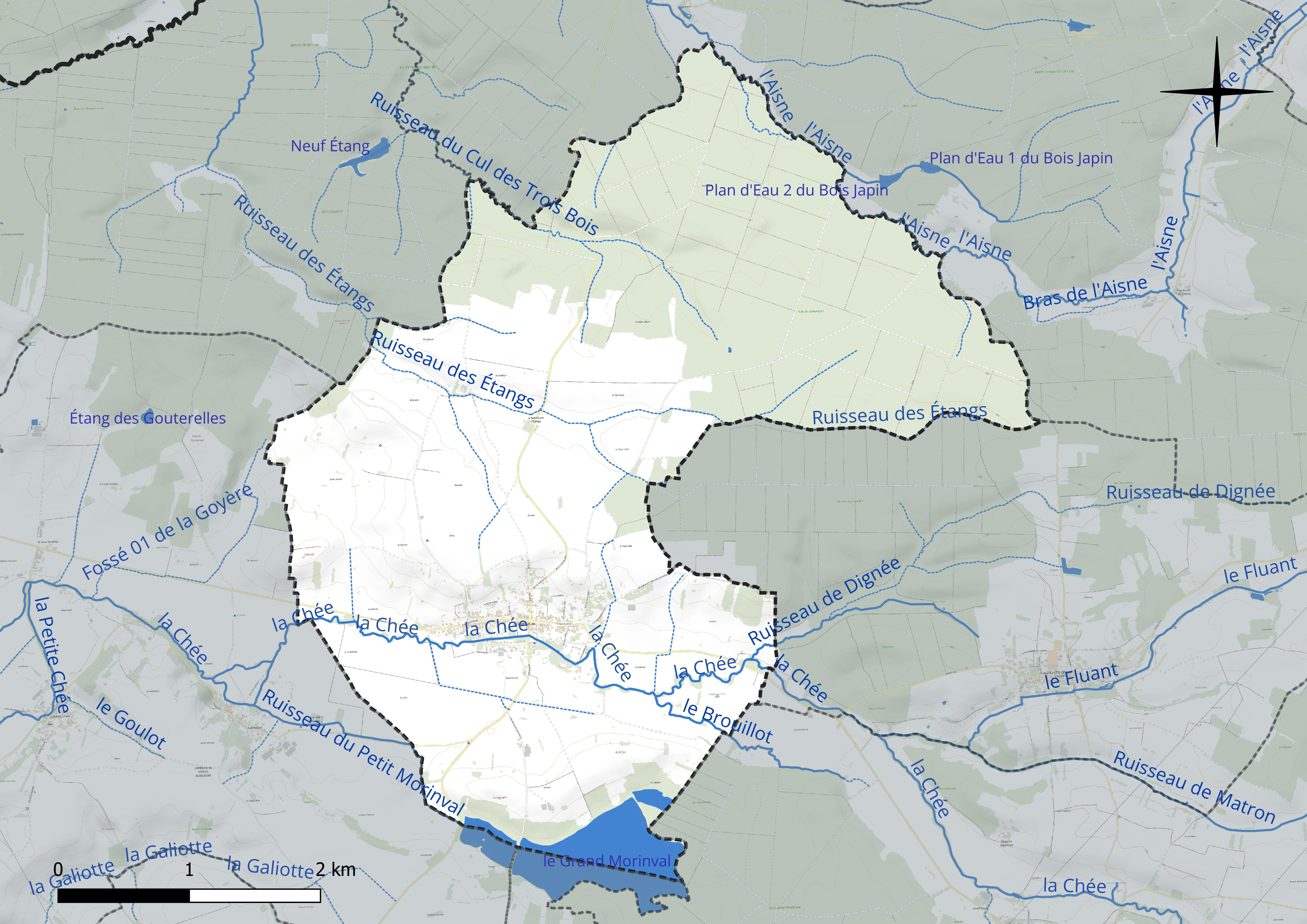
Réseau hydrographique de Laheycourt.

Un plan d'eau complète le réseau hydrographique : le Grand Morinval, d'une superficie totale de 70,9 ha (36,8 ha sur la commune),.

### Climat
Pour des articles plus généraux, voir Climat du Grand Est et Climat de la Meuse.
En 2010, le climat de la commune est de type climat des marges montargnardes, selon une étude du Centre national de la recherche scientifique s'appuyant sur une série de données couvrant la période 1971-2000. En 2020, Météo-France publie une typologie des climats de la France métropolitaine dans laquelle la commune est exposée à un climat océanique altéré et est dans la région climatique  Lorraine, plateau de Langres, Morvan, caractérisée par un hiver rude (1,5 °C), des vents modérés et des brouillards fréquents en automne et hiver. 
Pour la période 1971-2000, la température annuelle moyenne est de 10 °C, avec une amplitude thermique annuelle de 16 °C. Le cumul annuel moyen de précipitations est de 913 mm, avec 13,5 jours de précipitations en janvier et 9,2 jours en juillet. Pour la période 1991-2020, la température moyenne annuelle observée sur la station météorologique de Météo-France la plus proche, « Triaucourt_sapc », sur la commune de Seuil-d'Argonne à 10 km à vol d'oiseau, est de 11,0 °C et le cumul annuel moyen de précipitations est de 796,7 mm. 
La température maximale relevée sur cette station est de 40,1 °C, atteinte le 25 juillet 2019 ; la température minimale est de −17,8 °C, atteinte le 20 décembre 2009,,. 
Les paramètres climatiques de la commune ont été estimés pour le milieu du siècle (2041-2070) selon différents scénarios d'émission de gaz à effet de serre à partir des nouvelles projections climatiques de référence DRIAS-2020. Ils sont consultables sur un site dédié publié par Météo-France en novembre 2022.

## Urbanisme

### Typologie
Au 1er janvier 2024, Laheycourt est catégorisée commune rurale à habitat dispersé, selon la nouvelle grille communale de densité à sept niveaux définie par l'Insee en 2022.
Elle est située hors unité urbaine. Par ailleurs la commune fait partie de l'aire d'attraction de Bar-le-Duc, dont elle est une commune de la couronne,. Cette aire, qui regroupe 86 communes, est catégorisée dans les aires de 50 000 à moins de 200 000 habitants,.

### Occupation des sols
L'occupation des sols de la commune, telle qu'elle ressort de la base de données européenne d’occupation biophysique des sols Corine Land Cover (CLC), est marquée par l'importance des territoires agricoles (55,7 % en 2018), en diminution par rapport à 1990 (57,6 %). La répartition détaillée en 2018 est la suivante : 
prairies (42,7 %), forêts (38,6 %), terres arables (13 %), zones urbanisées (3,2 %), eaux continentales (2,5 %). L'évolution de l’occupation des sols de la commune et de ses infrastructures peut être observée sur les différentes représentations cartographiques du territoire : la carte de Cassini (XVIIIe siècle), la carte d'état-major (1820-1866) et les cartes ou photos aériennes de l'IGN pour la période actuelle (1950 à aujourd'hui).

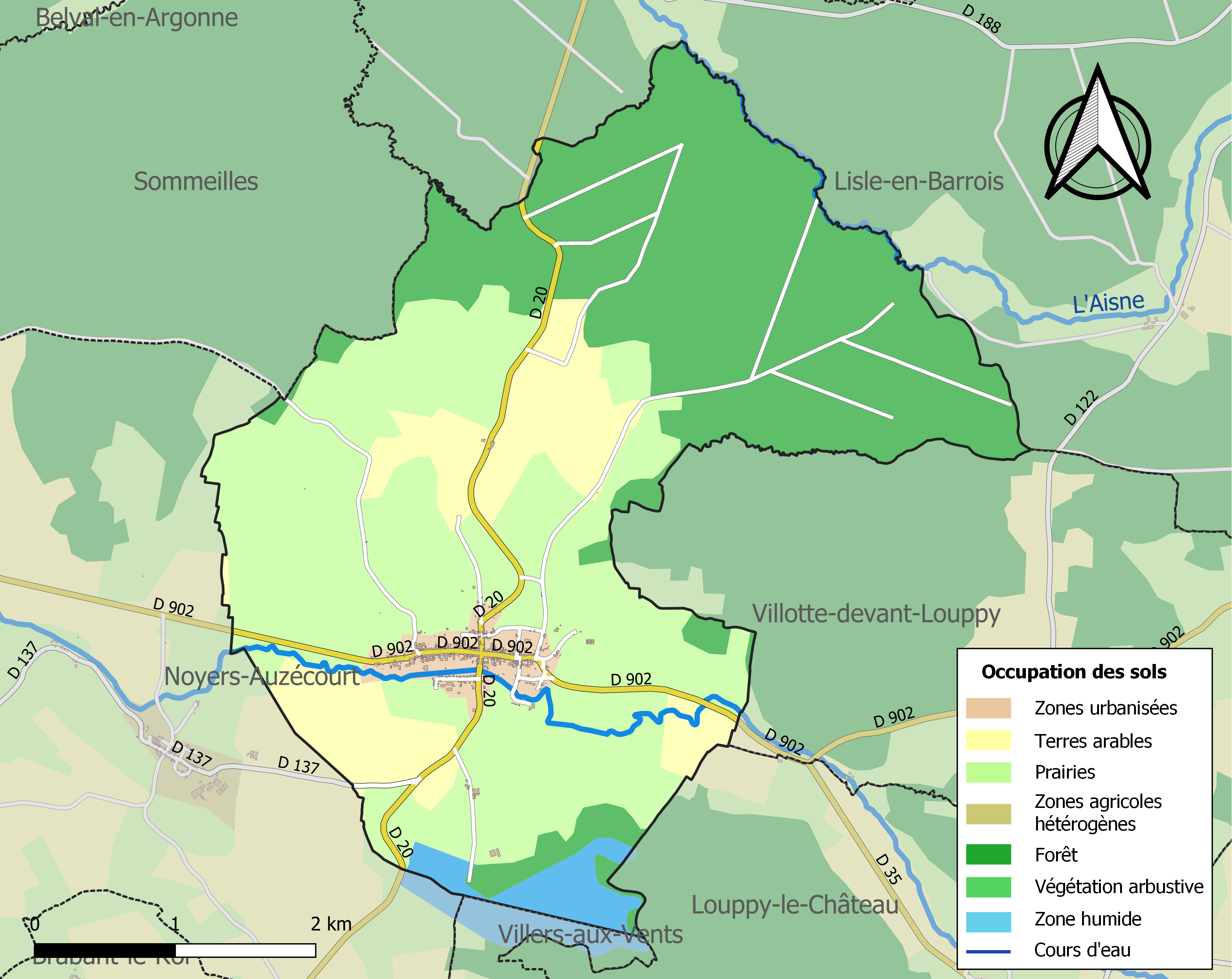
Carte des infrastructures et de l'occupation des sols de la commune en 2018 (CLC).

## Toponymie
Le nom de la localité est attesté sous les formes Larzecuria, Larzeicuria, Larzeicurtis, Larzicuria (1174) ; Largicurt (1180) ; Lahaicourt (1220) ; Lehicort (1228) ; Lehecourt (1239) ; Lehecort (1301) ; Leheicourt (1321) ; Le Heycourt (1342) ; « Leheycourt au dyocese de Chaalons » (1401) ; Lahayecourt (1502) ; Latacuria (1624) ; Lahecour (1700) ; Laheicuria, Laheicourt, Lahecourt (1749) ; Lahei-curia ou curtis, Lahaicourt (1756) ; Depuis 1756, début des registres paroissiaux conservés, l'orthographe est principalement Lahaicourt. Quelques variantes non significatives apparaissent de temps en temps : Laheicourt (1766, 1773), Lahaycourt (1771), Lahécourt (1775). Laheycourt (1774, 1778, 1786, 1793). La carte de Cassini de 1759 indique : la Heycourt.
 L'orthographe actuelle s'impose à partir de 1802.

## Histoire
Le 6 septembre 1914 c'est le « combat de Laheycourt, Villers-aux-Vents, bois de Laimont ».
En se rendant sur les crêtes au nord de Villers-aux-Vents (cote 190), le 31e régiment d'infanterie se heurte à l'ennemi à Laheycourt; en combattant, il va occuper la position assignée qu'il défend avec acharnement toute la matinée malgré des pertes considérables.
Mais le ravitaillement en cartouches des unités se fait difficilement et le repli s'exécute sur Laimont, où le régiment reçoit l'ordre d'organiser et de tenir coûte que coûte la lisière du bois à l'est de ce village, au nord de la route de Bar-le-Duc – Châlons.
Du 7 au 11 septembre, le régiment tient cette position sans défaillance. Malgré les pertes causées par les violentes rafales d'artillerie ennemie, malgré la faiblesse des effectifs, le régiment résiste vigoureusement à toutes les tentatives ennemies de forcer nos lignes.
Le 11 septembre, l'ennemi bat en retraite et la poursuite commence dans la direction du nord par Belval, Froidos, Avocourt.
Le chemin de fer,,

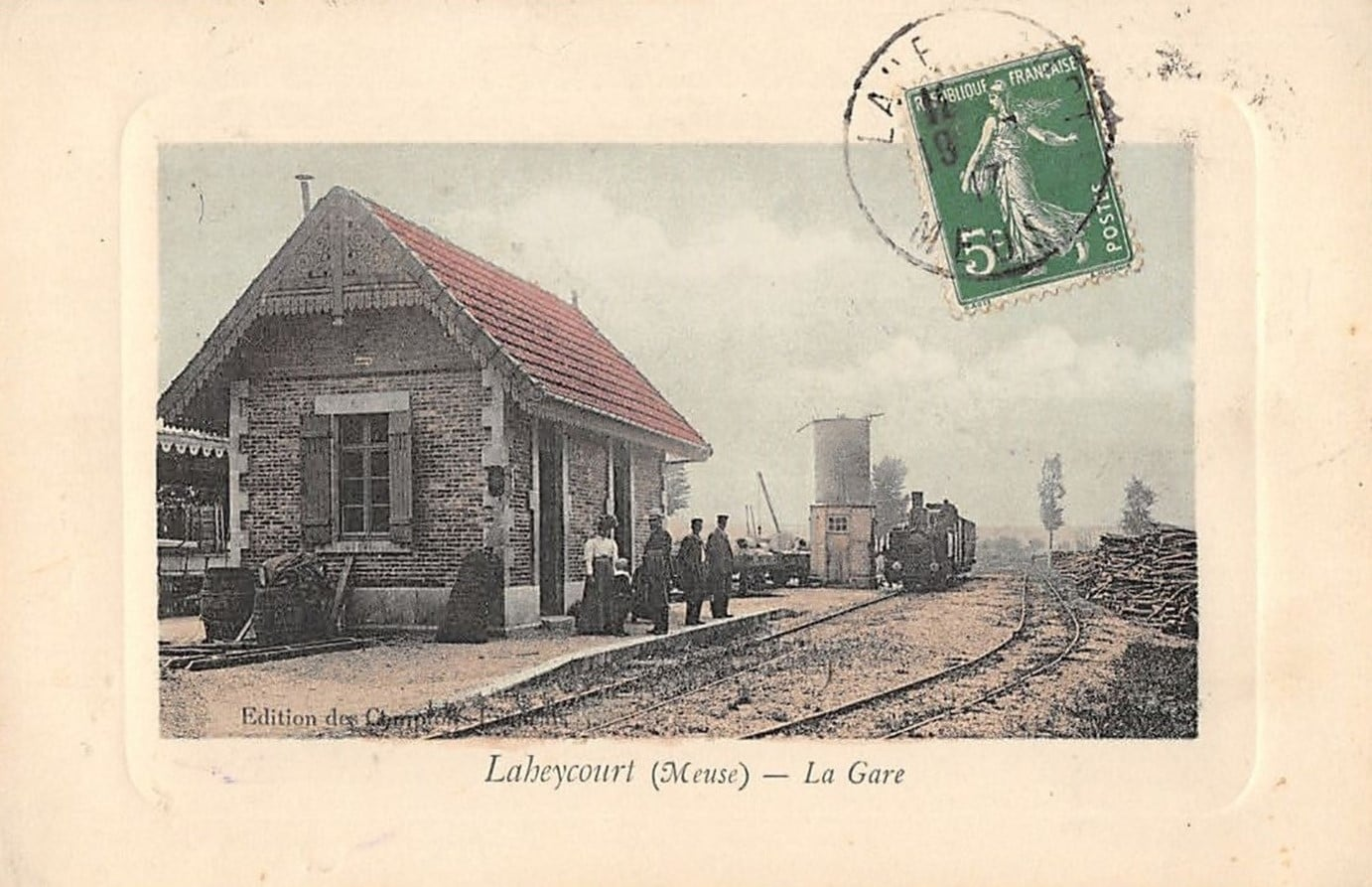
L'ancienne gare de Laheycourt

Un programme national avait été décidé par la loi du 12 juillet 1865 : les chemins de fer d'intérêt local sur routes. L'idée est de créer des lignes à moindre coût, en utilisant l'accotement des routes, ce qui facilite la construction tant pour l'emprise que pour l'approvisionnement en matériaux. À l'époque, les cultivateurs sont demandeurs pour transporter céréales, lait, fromages, mais aussi les industries métallurgiques en Meuse. C'est dans ce programme qu'une ligne de chemin de fer à voie étroite (1 m) est mise en service le 1er juillet 1879 entre Laheycourt et Revigny, soit 15 km. Elle est prolongée jusqu'à Triaucourt soit 20 km en 1880 (mise en service le 25 juillet). Elle était appelée "tramway" (parce qu'elle circule le long des routes) et surnommée à Laheycourt "le tacot". Elle desservait les villages de : Triaucourt, Vaubecourt,  Lisle-en-Barrois, Villotte-devant-Louppy,  Laheycourt, Auzécourt,  Noyers, Brabant-le-Roy, Revigny (carte de la ligne,). La ligne fermera en 1936. La gare de Laheycourt a disparu. Elle était située sur le côté gauche de la route D20 en venant d'Auzécourt, un peu avant le chemin du Pâquis. La voie était sur l'accotement de la D137 puis de la D20 depuis Auzécourt. Après la gare, elle traverse la route, puis longe le Chemin de Derrière les Jardins avant de rejoindre l'accotement de la D902 à la sortie de Laheycourt (il y avait des quais de chargement sur la gauche dont les vestiges sont encore visibles) pour aller vers Villotte-devant-Louppy. En 1914, il y avait trois trains dans chaque sens par jour entre Laheycourt et Revigny. La durée du trajet était d'environ 50 min. La ligne se prolongeait après Revigny vers le sud jusqu'à Haironville, sur 27 km.
La ligne était mixte voyageurs-marchandises. Dans sa partie nord (Triaucourt-Revigny), elle servait au transport des produits agricoles, mais surtout du bois de Laheycourt, et des phosphates (avant 1900), soit sous forme de nodules pour y être pulvérisés dans les moulins de Revigny, soit sous forme de poudre en sacs, provenant des moulins de Laheycourt et Villotte-devant-Louppy, pour y être repris sur le réseau ferré à Revigny pour expédition dans d'autres régions.
La construction et l'exploitation de la ligne fut confiée à Léon Soulié, ingénieur, par convention avec le préfet de la Meuse du 10 octobre 1876. Toutefois, sa société Compagnie des chemins de fer d'intérêt Local de la Meuse fit faillite le 16 juillet 1886, après sept ans d'exploitation. L'activité fut reprise par le département de la Meuse puis par la Compagnie Meusienne des Chemins de Fer (Compagnie Varinot) en 1892. Une petite locomotive 031T-C.M. n° 26, de 14 tonnes à vide, baptisée « La Suzanne » fut mise en service en janvier 1891 sur la ligne. Elle a été restaurée et se trouve à Bar-Le-Duc (chemin du Varinot). Elle reprend du service le 1er mai 2022 pour un trajet commercial touristique de 4, 2 km (soit 8,4 km aller-retour) le long de la Voie Sacrée, avec quatre wagons et une centaine de voyageurs. Cette exploitation aura lieu tous les dimanches. Le départ est au 29, chemin du Varinot, Bar-le-Duc.
Le tracé de la voie complète en 1883 peut-être vu sur le site du patrimoine cartographique Cartomundi(chercher la feuille "Châlons-sur-Marne. Bar-le-Duc ; 29" dans le tableau d'assemblage)
Note : une ligne "6bis" a été construite à la hâte en 1916 pour desservir le front depuis Revigny. Elle longeait pratiquement la ligne 6 dans la traversée de Laheycourt, mais continuait sur Sommeilles sans franchir la Chée.

## Politique et administration
| Période                                  | Période  | Identité              | Étiquette | Qualité                                |
| ---------------------------------------- | -------- | --------------------- | --------- | -------------------------------------- |
| Les données manquantes sont à compléter. |          |                       |           |                                        |
| mars 2001                                | mai 2020 | Didier Massé          | SE        | Président de la Communauté de communes |
| mai 2020                                 | En cours | Jean-Jacques Westrich |           |                                        |

## Population et société

### Démographie
L'évolution du nombre d'habitants est connue à travers les recensements de la population effectués dans la commune depuis 1793. Pour les communes de moins de 10 000 habitants, une enquête de recensement portant sur toute la population est réalisée tous les cinq ans, les populations de référence des années intermédiaires étant quant à elles estimées par interpolation ou extrapolation. Pour la commune, le premier recensement exhaustif entrant dans le cadre du nouveau dispositif a été réalisé en 2005.

En 2022, la commune comptait 354 habitants, en évolution de −12,59 % par rapport à 2016 (Meuse : −4,4 %, France hors Mayotte : +2,11 %).
| 1793  | 1800  | 1806  | 1821  | 1831  | 1836  | 1841  | 1846  | 1851  |
| ----- | ----- | ----- | ----- | ----- | ----- | ----- | ----- | ----- |
| 1 350 | 1 303 | 1 253 | 1 215 | 1 273 | 1 261 | 1 282 | 1 218 | 1 245 |

| 1856  | 1861  | 1866  | 1872 | 1876  | 1881  | 1886  | 1891 | 1896 |
| ----- | ----- | ----- | ---- | ----- | ----- | ----- | ---- | ---- |
| 1 117 | 1 051 | 1 004 | 972  | 1 012 | 1 006 | 1 003 | 965  | 860  |

| 1901 | 1906 | 1911 | 1921 | 1926 | 1931 | 1936 | 1946 | 1954 |
| ---- | ---- | ---- | ---- | ---- | ---- | ---- | ---- | ---- |
| 727  | 670  | 614  | 526  | 493  | 472  | 447  | 403  | 415  |

| 1962 | 1968 | 1975 | 1982 | 1990 | 1999 | 2005 | 2006 | 2010 |
| ---- | ---- | ---- | ---- | ---- | ---- | ---- | ---- | ---- |
| 391  | 343  | 324  | 416  | 445  | 372  | 382  | 383  | 384  |

| 2015 | 2020 | 2022 | - | - | - | - | - | - |
| ---- | ---- | ---- | - | - | - | - | - | - |
| 406  | 365  | 354  | - | - | - | - | - | - |

## Économie
Les émouleurs
Au XVIIIe siècle et jusqu'à la fin du XIXe siècle, il y a beaucoup d'émouleurs (ou rémouleurs) à Laheycourt : ouvrier, le plus souvent ambulant, qui aiguise les couteaux, les ciseaux et autres objets tranchants sur une meule généralement à pédale qu'il déplace avec lui. Il y a aussi des taillandiers, moins nombreux : artisan, ouvrier qui fabrique les outils et instruments tranchants en fer utilisés dans de nombreux corps de métiers (ciseaux, serpes, émondoir, faux à élaguer, faux à herbe, coupe-paille, échardonnoirs, couperet de cuisine, hachoir à deux mains, tranchet, faucille…). Vers 1850, presque la moitié de la population de Laheycourt exerce comme émouleur. En février-mars, ils partent vers la Champagne, la Brie, la Beauce et bien au-delà : le 17 mars 1820, François Bister, 69 ans, de Laheycourt, est décédé à Saint-Valery-en-Caux (Seine-Inférieure, actuellement Seine-Maritime). Il est dit rémouleur. Il est accompagné de son fils Jean Baptiste Bister, 31 ans, aussi rémouleur. Certains évolueront au XIXe siècle vers la bijouterie. Pierre Nicolas Blavat, décédé en 1814, est taillandier. Ses enfants seront émouleurs et bijoutiers. Trois de ses petits enfants seront bijoutiers, marchand-bijoutier, horloger. L'un d'eux s'installera à Reims comme bijoutier, antiquaire et aussi archéologue amateur.
Les coquins
Au XIXe siècle, des nodules de phosphate de chaux, familièrement appelés coquins*, ont été extraits à Laheycourt et dans d'autres communes du voisinage (plus de 30 communes en Meuse). Il s'agit d'une veine de 300 km de long de l'Yonne jusqu'aux Ardennes sur 500 m à 3 km de large (d'autres gisements existent, notamment dans les Vosges, mais beaucoup plus petits, qui sont aussi exploités, notamment à Oelleville). En 1877, Charles de Molon, qui a découvert ces veines de phosphates vers 1850 (brevets d'applications en 1856 et 1857 pour la fertilisation agricole), et d'autres ailleurs en France, estime la quantité encore exploitable en Meuse à 80 millions de tonnes. En 1886, on a extrait dans les départements de la Meuse et des Ardennes 76 600 tonnes de nodules.
L'extraction s'effectuait d'abord en surface, où les nodules sont libres (ils ont été séparés de la roche par l'érosion) puis avec des puits pouvant atteindre 20 m de profondeur, où les nodules sont empâtés dans la roche. "La grosseur des nodules varie de la taille d'une noisette à celle d'un œuf d'autruche". Il y avait des ateliers de lavage le long de la Chée ainsi que des moulins hydrauliques pour la pulvérisation des nodules. Il y avait un moulin à Laheycourt sur la Chée. À Villotte-devant-Louppy, le moulin à blé du Matron a été reconverti vers 1881 en moulin à phosphates. Une petite voie de chemin de fer à voie unique (également appelée tramway) assure le transport vers Revigny-sur-Ornain, où il y a aussi une importante usine à nodules (appartenant à M. Alcide Bister, natif de Villotte, qui se reconvertira ultérieurement dans la production de produits en béton et surtout d'animaux en pierre reconstituée).
L'extraction et traitement des phosphates de chaux ont été une activité importante pendant une trentaine d'années (environ 1860-1890) puis en déclin à cause de la concurrence d'autres sites plus productifs et mieux desservis pour le transport. Elle a pratiquement disparu en 1900.
*Le mot "coquin" pourrait venir de sa forme en coque,  enveloppe calcaire plus ou moins arrondie, telle celle de l'oeuf (coquille, coque de navire de noix).

## Culture locale et patrimoine

### Lieux et monuments

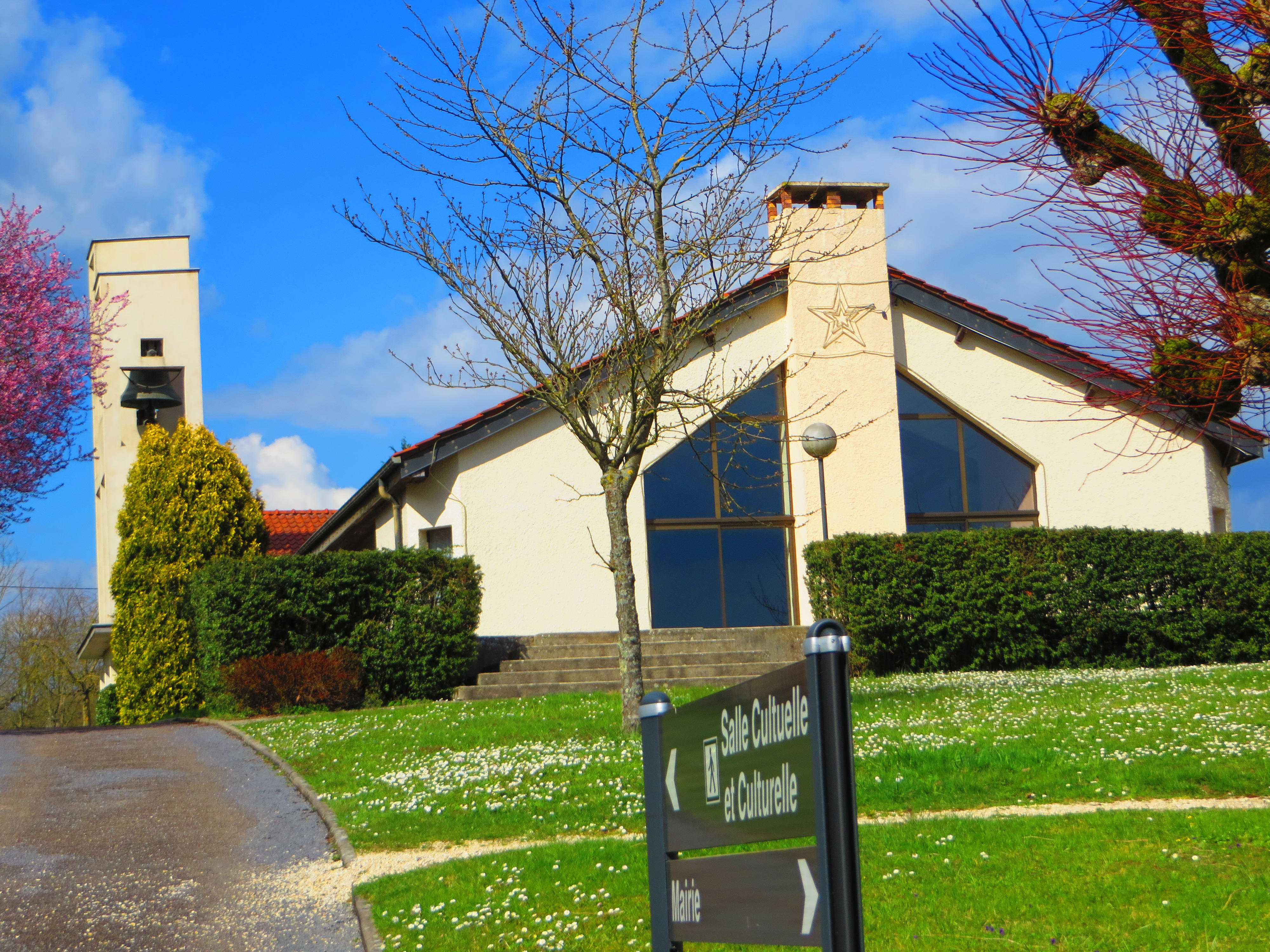
Laheycourt, église Saint-Agnan.

- Église Saint-Agnan. La première datait du XIe siècle. Elle était située sur l'emplacement de l'actuel cimetière, en bas à droite, le chœur tourné vers l'est. Elle mesurait environ 30 m de long sur 13 m de large (données reprises depuis le cadastre de 1856[40]). Le chœur et deux travées de la nef dataient de 1540, style Renaissance. Restaurations importantes en 1624. Consécration de trois autels par Henry Clausse, évêque de Châlons le 17 août 1625[41]. Deux cloches ont été baptisées le 26 mars 1756[42]. Elles avaient été fondues la veille par des fondeurs d'Euville, près de Commercy. L'église avait-elle été reconstruite ? Il est probable que cette église est la même que celle qui figure sur le cadastre de 1856, au même endroit[43]. Le buffet d’orgue provient de l’abbaye de Jeandeures. Il y a deux anciennes statues, sainte Anne et sainte Marguerite.Une nouvelle église a été construite au centre du village en 1884, sur les plans de l'architecte Léopold Gigout. Il construira d'ailleurs une église jumelle (identique) à Bayon (Meurthe-et-Moselle), l'église Saint-Martin qui existe toujours (44,25 mètres de long, 18,25 mètres de large, une hauteur sous voûte de 15 mètres et sous la coupole de 18 mètres. La flèche s'élance à 54 mètres de hauteur). Elle fut consacrée par Mge Gonindart le 3 mai 1887. La tour de cette église s'est écroulée dans la nuit du 7 au 8 avril 1983[44]. Elle fut ensuite entièrement déconstruite. Une nouvelle église a été reconstruite en 1986. C'est un lieu cultuel et culturel. Le clocher a trois cloches datées de 1883, provenant de l'église écroulée. On ne sait pas ce que sont devenues les deux cloches de l'ancienne église du cimetière. L'Eglise actuelle a vu son clocher rénové en 2025 avec une reprise des parois ( imperméabilisation de la dalle, crépis : entreprise Leroy) ainsi qu'une rénovation du plénum (remplacement des battants, sécurisation des accès et autres travaux : entreprise Bodet).

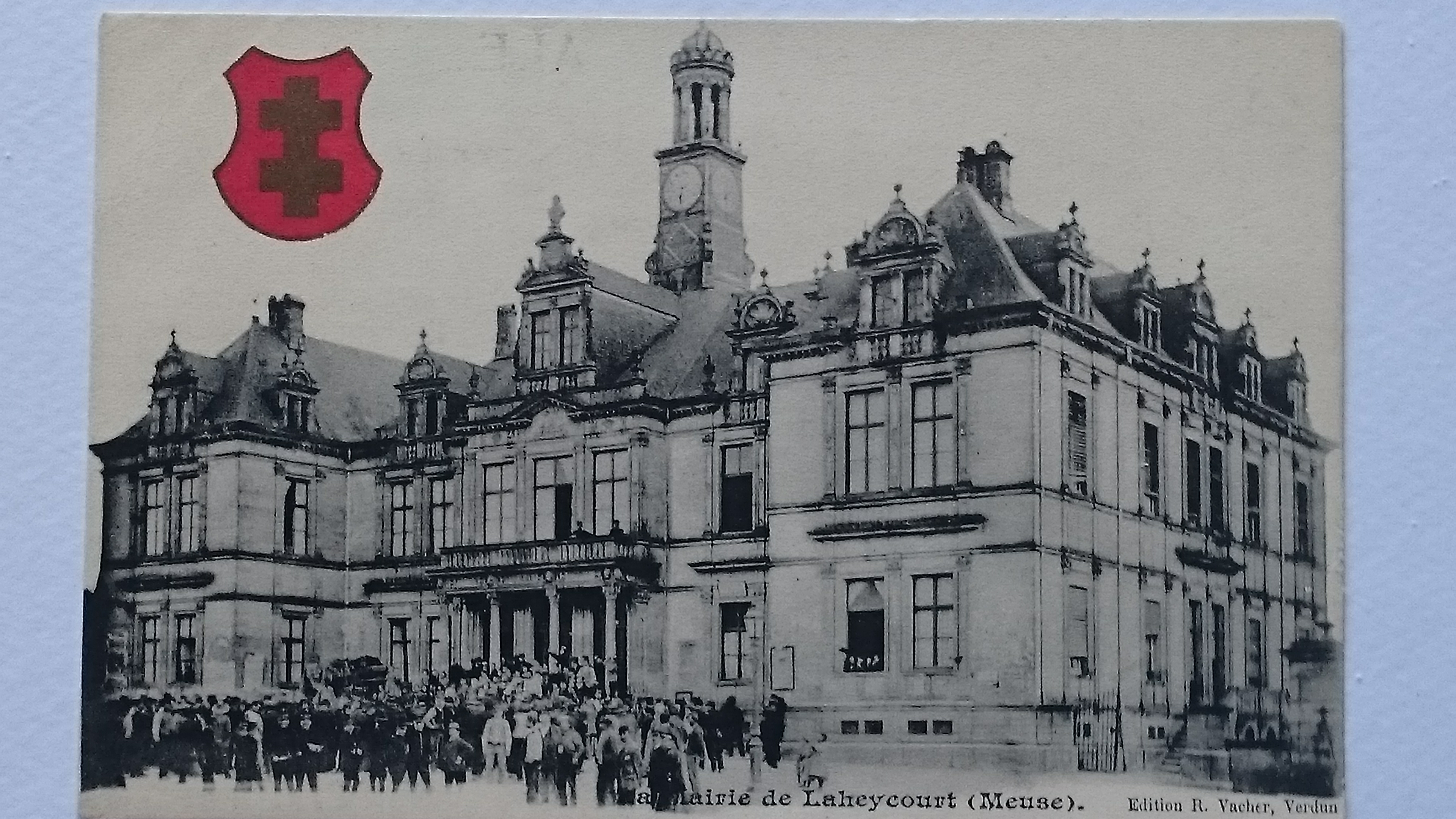
La mairie avant sa destruction partielle pendant la guerre 1914-1918

- La mairie avant sa destruction partielle pendant la guerre 1914-1918Mairie XXe siècle de style néo-Renaissance. Imposant bâtiment avec un corps central et, initialement, deux ailes. Elle a été très endommagée à la guerre de 1914-1918, pendant le bombardement de la bataille de la Marne. À la reconstruction, les parties saillantes des deux ailes ont été supprimées, la façade est maintenant plane. La toiture a été entièrement refaite en 2023 (entreprise Le Bras Frères à Jarny (M&M)).

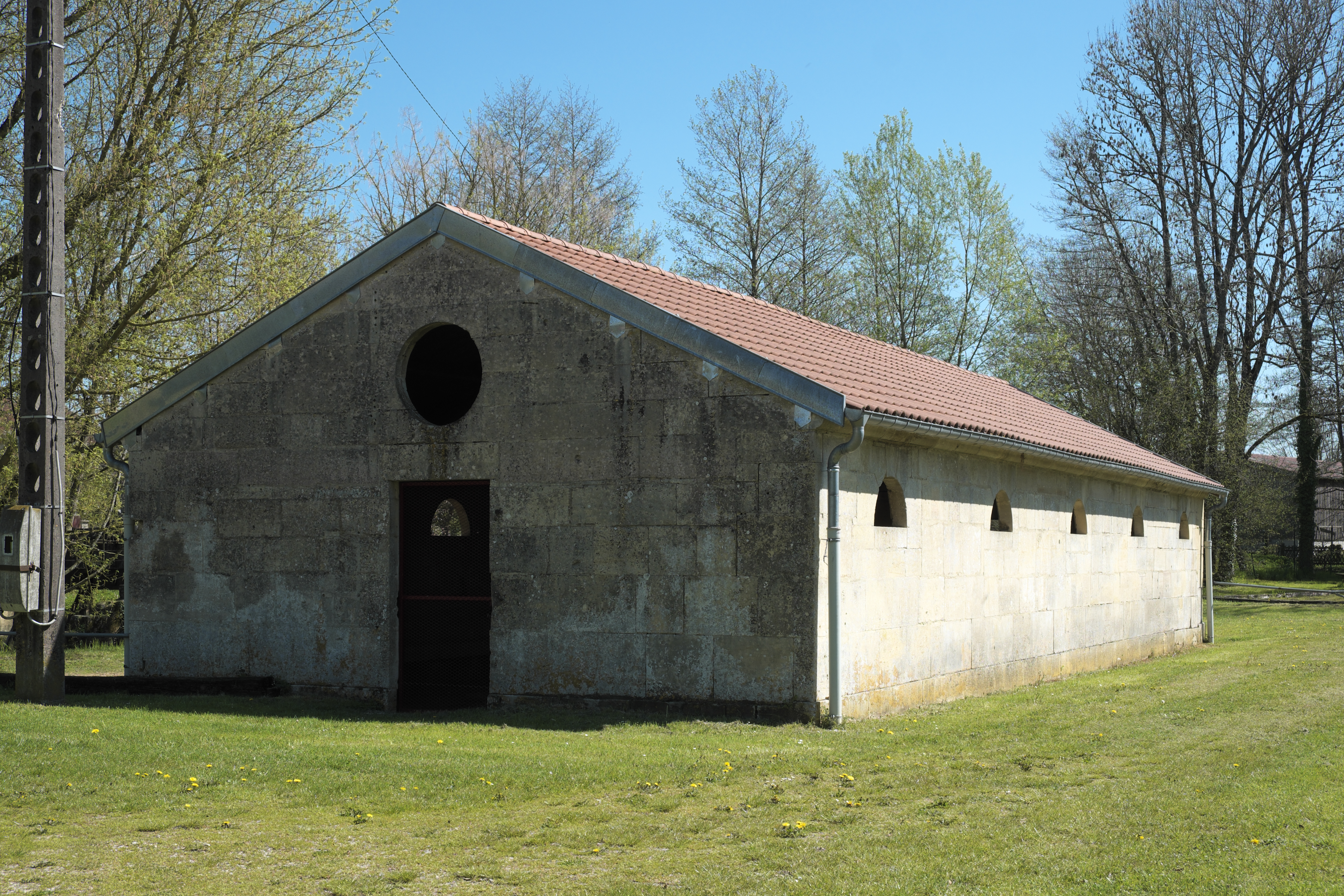
L'ancien lavoir

- L'ancien lavoirVilla Teinturier : cette demeure, construite et aménagée de 1923 à 1930 (par l'architecte Ernest Médard), est classée Monument Historique depuis 2014[45]. Elle est organisée sur le modèle néo-Palladien, autour d'un puits de lumière centrale qu'achève un belvédère en toiture. Si certains des éléments de décor appartiennent encore au courant naturaliste, elle s'intègre dans l'internationalisme des courants Art nouveau et Art déco. La façade principale mêle un traitement éclectique néo-baroque et néo-roman, avec l'inclusion d'un oculus elliptique. Les façades secondaires sont traitées de façon très simple. La distribution intérieure de la villa n'a pas été modifiée et les aménagements, encore en place, constituent une véritable documentation sur la conception de l'hygiène et la vie domestique dans les demeures bourgeoises du début du XXe siècle.

### Personnalités liées à la commune
- Jean-François Porson (1765-1840), général de brigade et baron du Premier Empire, y est né et décédé. Il s'est marié à Laheycourt en secondes noces avec une fille du village, Marie Thérèse Florent, le 7 frimaire an VI[46]. Il fit les premières campagnes de la Révolution à partir de 1791 en Allemagne, Autriche, Italie puis en Espagne sous Napoléon 1er. Il prit sa retraite en 1817. Biographie en deux pages[47] :

### Héraldique
| Blason de Laheycourt | Blason  | Parti : au 1er d'azur à deux bars adossés d'or, au 2e d'or à la roue d'engrenage de sable ; à la trangle ondée d'argent brochant en pointe sur le tout ; le tout sommé d'un chef de gueules chargé d'un lion léopardé d'or. |
| Blason de Laheycourt | Détails | Création de R.A. Louis avec les conseils de la Commission Héraldique de l'UCGL. Adopté par la commune en janvier 2014. |